# قرمین (تاجیکستان)
قرمین (به لاتین: Gharmayn) یک منطقهٔ مسکونی در تاجیکستان است که در ولایت سغد واقع شده‌است. قرمین ۴۹ نفر جمعیت دارد و ۲٬۷۰۰ متر بالاتر از سطح دریا واقع شده‌است.